# Тополя чорна (ботанічна пам'ятка природи)
Топо́ля чо́рна — ботанічна пам'ятка природи місцевого значення в Україні. Об'єкт природно-заповідного фонду Одеської області. 
Розташована в місті Одеса, пров. Шампанський (навпроти котельної, у дворі дому). 
Площа — 0,2 га. Статус отриманий у 1993 році. Перебуває у віданні: комунальне підприємство «Міськзелентрест». 
Статус надано для збереження одного екземпляра вікового дерева тополі чорної (Populus nigra).